# Michael Spence
Michael Spence (Montclair, 7 novembre 1943) è un economista statunitense, insignito del Premio Nobel per l'economia nel 2001 insieme a Joseph E. Stiglitz e George A. Akerlof "per le loro analisi dei mercati con informazione asimmetrica" .

## Biografia
Nato nello Stato del New Jersey, nel 1946 la famiglia si trasferisce a Winnipeg, capitale del Manitoba canadese e a Toronto compie i suoi primi anni di studio . Nel 1962 ritorna negli Stati Uniti e nel 1966 si laurea in filosofia a Princeton , poi, nello stesso anno, si trasferisce ad Oxford per frequentare il Magdalen College, ove nel 1968 si laurea in matematica .
Nel 1972 consegue il dottorato in economia all'Università di Harvard con la tesi su "Market Signaling" . L'anno successivo diviene professore associato all'Università di Stanford  e, nel 1975, torna come insegnante nel Dipartimento di economia di Harvard di cui diviene presidente nel 1983 . Dal 1990 al 1999 è stato preside della Graduate School of Business della Stanford University .
Dal 2011 insegna economia nella Scuola di Direzione Aziendale dell'Università Bocconi di Milano (SDA Bocconi School of Management) .
I settori prevalenti dei suoi studi riguardano le politiche economiche nei paesi emergenti, l'economia dell'informazione e il ruolo della leadership nella crescita economica .
Fa parte della Fondazione Italia USA.

## Riconoscimenti
Nel 1979 ha ricevuto il "John Kenneth Galbraith Prize" per l'eccellenza nell'insegnamento ad Harvard  e nel 1982 la "John Bate's Clark medal" assegnatagli dalla American Economic Association .
Premio Columbus nel 2017 per la Scienza

## Pubblicazioni
- Job Market Signalling in Quarterly Journal of Economics, n. 87, pp. 355–374, 1973.
- Market signaling: informational transfer in hiring and related screening processes, Cambridge, Harvard University Press, 1974.
- Signalling and screening, Stanford University, Dept. of Economics, 1976.
- International competitiveness, con Heather A Hazard, Cambridge, Mass., Ballinger, 1988.
- Intellectual property, Oxford, Oxford University Press, 2007.
- Globalization and growth implications for a post-crisis world, con Danny M Leipziger, Washington, World Bank, 2010.
- The next convergence: the future of economic growth in a multispeed world, New York, Farrar, Straus and Giroux, 2011.

### Edizioni in lingua italiana
- La convergenza inevitabile: una via globale per uscire dalla crisi, titolo originale The next convergence, Roma-Bari, editori Laterza, 2012. ISBN 978-88-420-9489-0